# Helluland

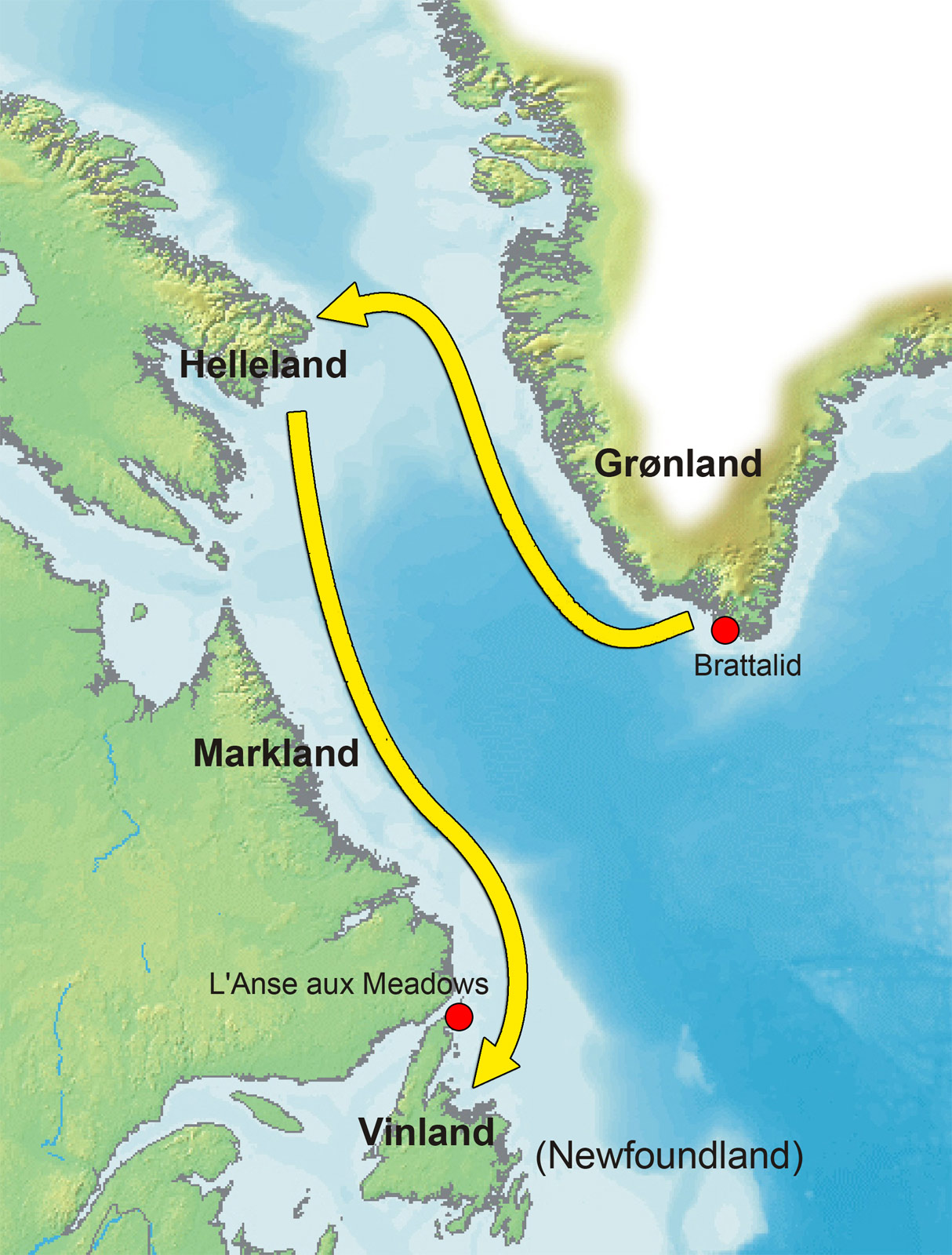
Hipotético emplazamiento de Vinlandia, Marklandia y Helulandia.

Helluland o Helulandia es el nombre dado a una de las tres islas descubiertas por Leif Eriksson alrededor del año 1000 d. C., en la costa atlántica boreal de Norteamérica.

## Descripción

Situación de la isla de Baffin con respecto a Canadá.

Helluland se cita en las sagas islandesas Eiríks saga rauða y la Saga Grœnlendinga como una tierra de piedras planas, o tierra de roca plana (ese es el significado del nombre: "Tierra de Piedras Planas"). Los historiadores generalmente están de acuerdo en que Helulandia se correspondía con la isla de Baffin, actualmente territorio canadiense.
Según el testimonio de las sagas, los exploradores nórdicos tuvieron probablemente contacto con la población nativa en la región, usando el término skrælings. Los historiadores sugieren que dicho contacto no tuvo mayor trascendencia cultural en ninguna de las partes.
Helluland fue la primera de las tres tierras que Eriksson visitó; decidió en contra de intentar cualquier asentamiento porque encontraba la tierra inhóspita. Se dirigió al sur hacia Marklandia (probablemente Labrador) y Vinlandia (Nuevo Brunswick u otra zona del sur).
En septiembre de 2008, el medio local Nunatsiaq News se hizo eco con un reportaje sobre un equipo de arqueólogos y su evaluación de artefactos encontrados, algunos utensilios y una máscara de madera tallada mostrando rasgos caucásicos, y posibles restos arquitectónicos, que sugiere una evidencia de presencia de comerciantes europeos y asentamientos en la isla de Baffin, no más tarde del año 1000 d. C. El  material sugiere que pudieron estar asentados durante algún tiempo. El origen europeo no está claro. El reportaje afirma: "Calculando la fecha de algunos artefactos, presumiblemente dejados por vikingos en la isla de Baffin, ofrecen una edad que precede a los Vikingos varios cientos de años. Entonces <...> deberíamos considerar la posibilidad, por muy remota que parezca, que estos hallazgos pueden representar la evidencia de contacto con europeos antes de la llegada de los vikingos a Groenlandia". Patricia Sutherland de National Geographic publicó también en 2012 sobre posibles recientes restos arqueológicos vikingos en Baffin.